# 디디에 시스
디디에 시스(프랑스어: Didier Six, 1954년 8월 21일 ~)는 프랑스의 전 축구 선수이자 감독으로, 가장 최근에 기니 국가대표팀 감독으로 2021년 10월까지 맡았다.
재능은 있지만 꾸준치 못한 측면 자원으로, 시스는 역마살로, 5개국에서 선수 생활을 했다. 그는 프랑스를 대표로 1978년과 1982년 월드컵에 참가했고, 유로 1984의 우승 주역이었다.

## 클럽 경력
시스는 디비시옹 2의 발랑시엔에서 축구를 시작해 1972년에 17세의 나이로 신고식을 치렀다. 그는 아테네인(Les Athéniens)을 1975년 1부 리그 승격으로 이끌었고, 뒤이어 준수한 활약으로 리그를 10위로 마감했는데, 시스는 이 시즌에 12골로 선수단 내 최다 득점자였다.
아약스, 도르트문트, 그리고 페예노르트의 제의를 거절한 시스는 1977년에 랑스로 이적해 1년을 보냈는데, 이 곳에서 라치오와의 UEFA컵 경기에서 해트트릭을 완성하기도 했다. 랑스는 1977-78 시즌을 끝으로 강등되면서, 책임을 시스가 뒤집어썼다. 뒤이어 그는 마르세유에서도 부진한 행보를 보이면서 뒤이어 역마살처럼 둥지를 자주 옮기며 벨기에, 독일, 잉글랜드, 그리고 튀르키예 무대를 누볐다.
그는 갈라타사라이에 입단하기 위해 튀르키예 시민권도 땄는데, 그에 따라 튀르키예 무대에는 뒨다르 시즈(튀르키예어: Dündar Siz)로 등록되었다. 시스는 갈라타사라이 소속으로 1987-88 시즌에 튀르키예 1부 리그를 우승했다.
그는 1992년에 통독된 독일의 2부 분데스리가에 속한 로코모티프 라이프치히에서 현역 은퇴했다.

## 국가대표팀 경력
시스는 발랑시엔 시절 미셸 이달고 감독의 부름을 받아 처음으로 프랑스 국가대표팀에 승선했고, 1976년 3월 27일에 체코슬로바키아전에서 신고식을 치렀는데, 미셸 플라티니도 같은 경기에서 국가대표 신고식을 치렀다.
그는 프랑스 국가대표팀에서 측면 선수로 52경기에 출전하여 13골을 기록했다. 그는 1978년 월드컵과 1982년 월드컵에 참가하고 유로 1984의 우승에 일조했다.

## 감독 경력
토고 축구 연맹은 2011년 11월에 시스를 토고 국가대표팀 감독으로 선임했다.
그는 2015년 1월에 모리셔스 국가대표팀 지휘봉을 잡았으나, 2015년에 성적 부진과 2015년 COSAFA컵에서의 그른 행위로 해임되었다.
2018년 4월, 그는 다른 76명과 함께 공석이 된 카메룬 국가대표팀 감독직 의사를 밝혔다.
2019년 9월 13일, 그는 기니 국가대표팀 감독으로 취임했으나, 2021년 10월에 사퇴했다.